# 利奥波德一世 (比利时)
利奧波德一世（荷蘭語、德語：Leopold I，1790年12月16日—1865年12月10日），原名利奥波德·格奥尔格·克里斯蒂安·腓特烈（德語：Leopold Georg Christian Friedrich）；
出生于德国科堡，德國薩克森-科堡-薩爾菲爾德公爵。1831年7月21日成為比利时第一位国王，開創了比利時萨克森-科堡-哥达王朝。
他的子女包括比利时国王利奧波德二世和墨西哥皇后瑪麗-夏洛特。他还是英国维多利亚女王的舅父、堂姐夫（利奥波德的第一任妻子夏洛特是维多利亚的堂姐），以及维多利亚女王丈夫阿尔伯特亲王的叔叔。

## 早年生活
利奥波德一世是德国薩克森-科堡-薩爾費爾德公爵法蘭西斯的幼子。他首先开始从军，1795年五岁的他竟然升为上校，1802年成为俄罗斯陆军将军。1806年拿破仑占领他父亲的公爵领地后他去巴黎。拿破仑向他提供作为自己的助手的地位，但利奥波德拒绝。他代替他的哥哥接受了公爵地位而成为拿破仑的反对者。1815年他晋升为元帅。
1816年5月2日他与当时英国国王乔治三世的孙女、王储乔治四世的女儿夏洛特公主结婚。他的妻子夏洛特本有望继承英国王位。但在1817年11月6日，夏洛特因難产逝世。这样一来英国的王位继承人就空缺了，利奥波德促成了他的孀居姐姐维多利亚与乔治三世的四子爱德华王子的婚姻，维多利亚与爱德华的女儿后来成为了著名的维多利亚女王。
1829年利奥波德与一个酷似夏洛特的演员结婚，出于社会上的反对，这个婚姻既没有进行宗教的、又没有进行公开的婚礼仪式。据文献这个婚姻于1831年结束。

## 比利时国王

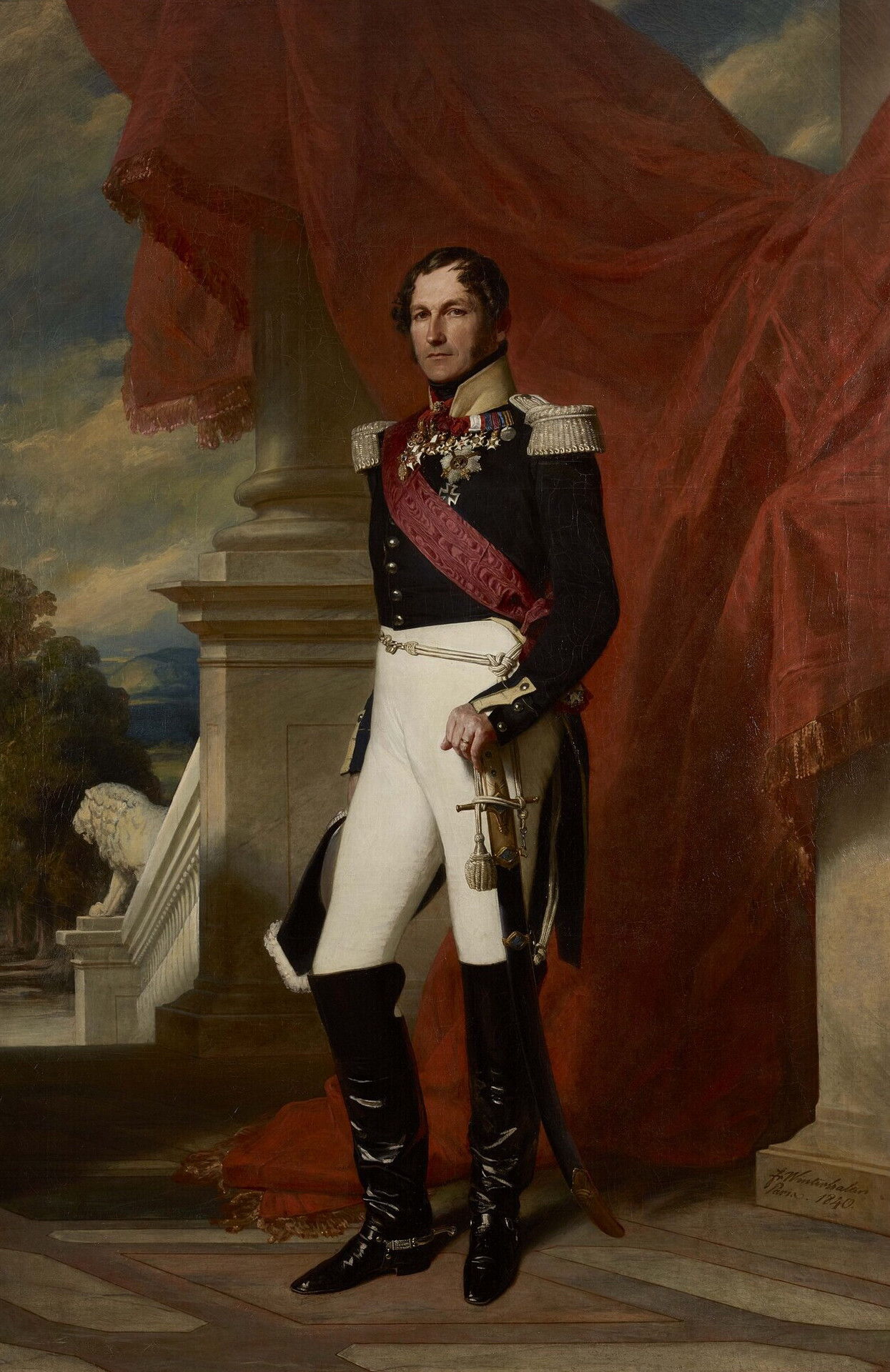
1840年的利奥波德一世。

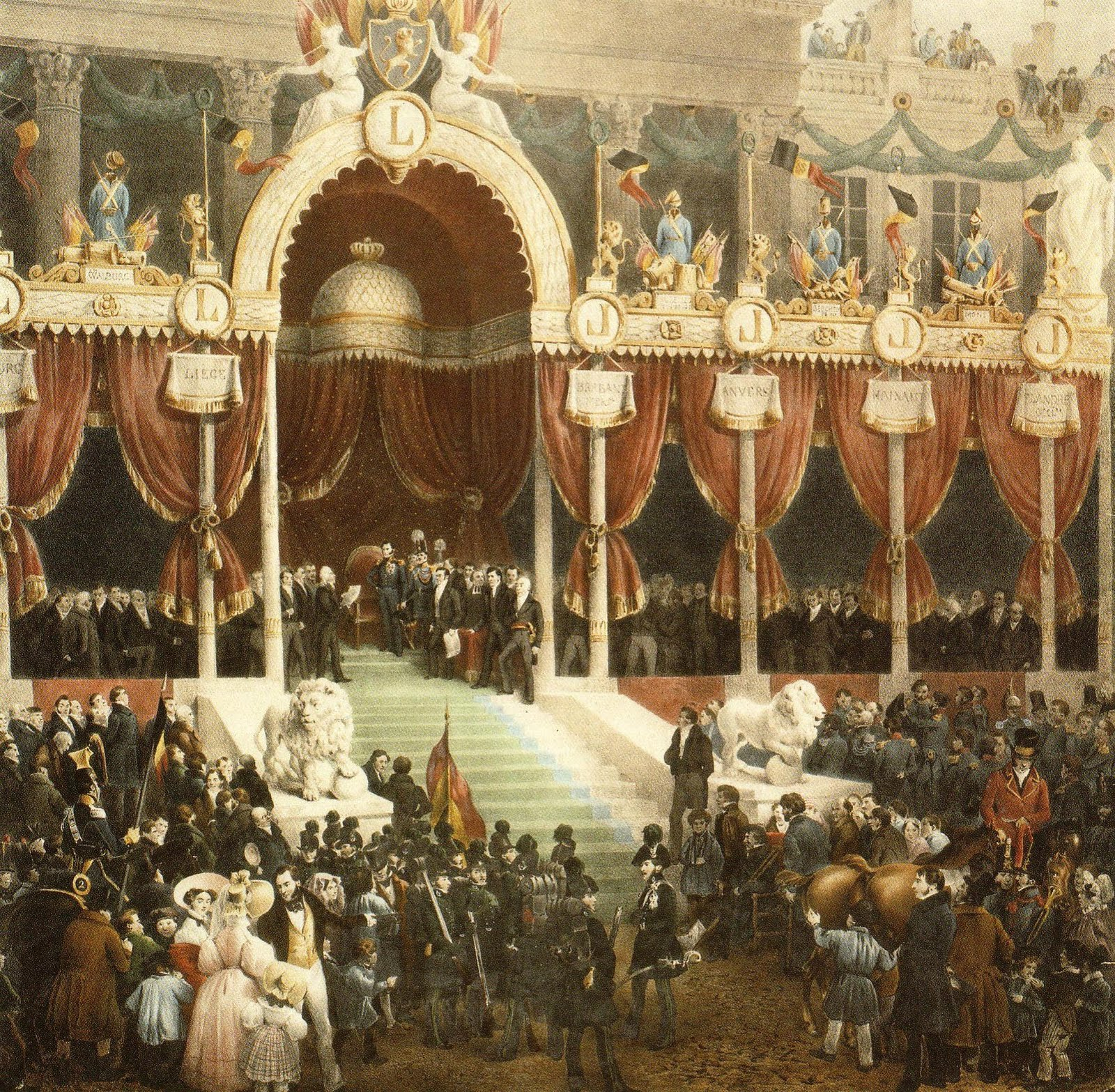
利奥波德一世的登基大典。

1830年希腊推选利奥波德为其国王，但利奥波德没有接受这个王位。1830年10月4日比利时单方面宣布脱离荷兰王国独立后，比利时议会问利奥波德是否愿意成为比利时国王。1831年7月17日利奥波德到达比利时德帕内，1831年7月21日他向比利时宪法宣誓就任比利时国王，这一天从此成为比利时的国庆节。一周半后荷兰军队入侵比利时。1839年荷兰签署《伦敦条约》，正式承认比利时独立。

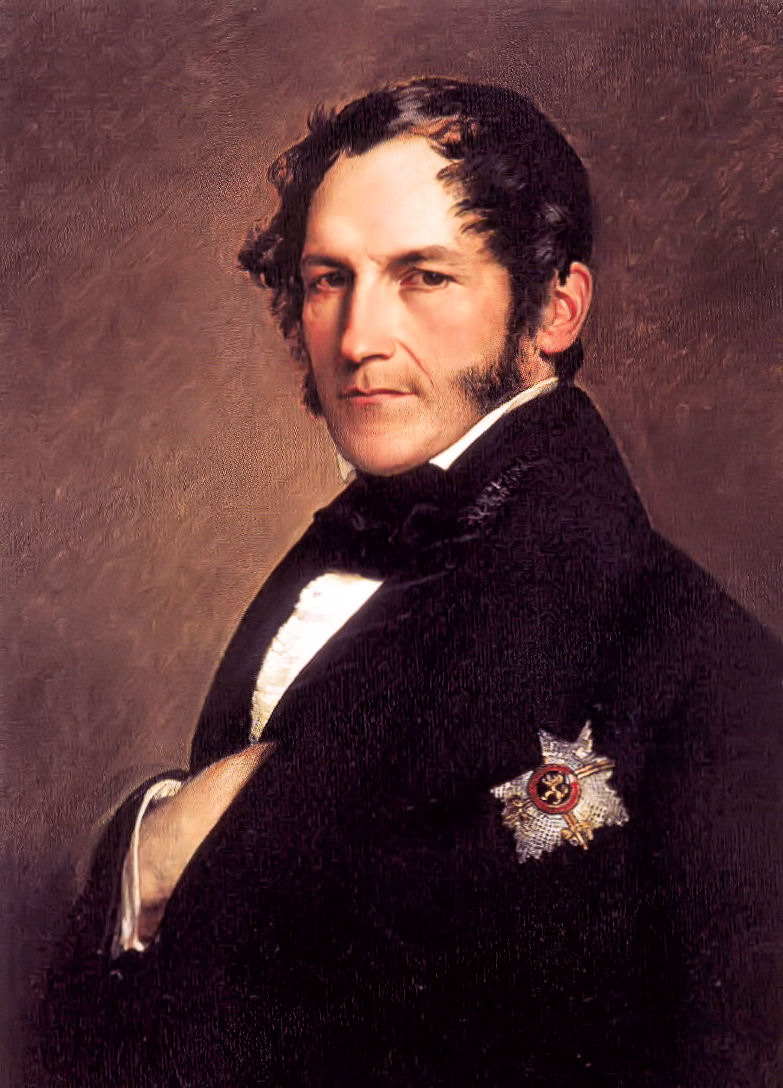
1839年的利奥波德一世，由弗朗兹·克萨韦尔·温德尔哈尔特所绘。

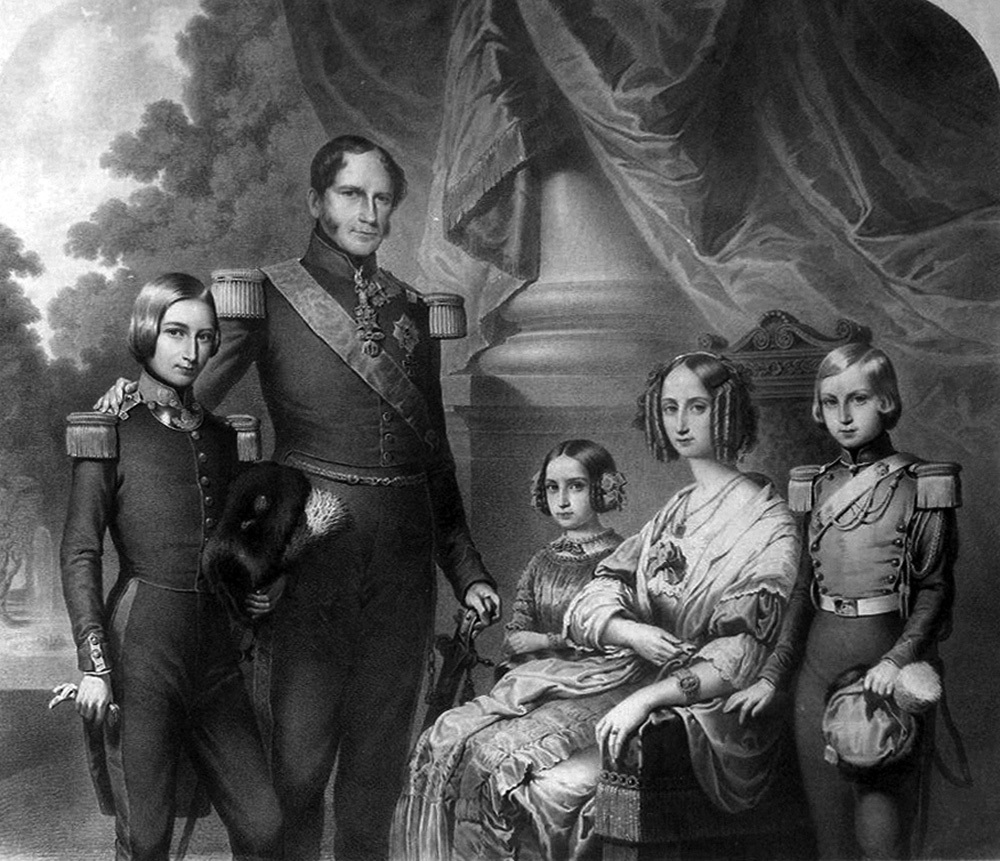
利奥波德一世一家

1832年8月9日他与法国国王路易-菲利普一世的长女奥尔良公主路易斯-玛丽 结婚，两人有三男一女：
1. 路易·菲利普·利奥波德·维克多·恩斯特（1833年—1834年，早夭）
2. 利奥波德二世（1835年—1909年）传位侄子阿尔贝一世
3. 菲利普（1837年—1905年）佛蘭德伯爵，阿爾貝一世之父
4. 玛丽-夏洛特（1840年—1927年），1857年与墨西哥皇帝马西米连诺一世结婚

利奥波德一世本人终身保持他的新教信义宗信仰，但他的王后和儿女与比利时大部分居民一样信仰天主教。此外他还与他的情婦有两个儿子。

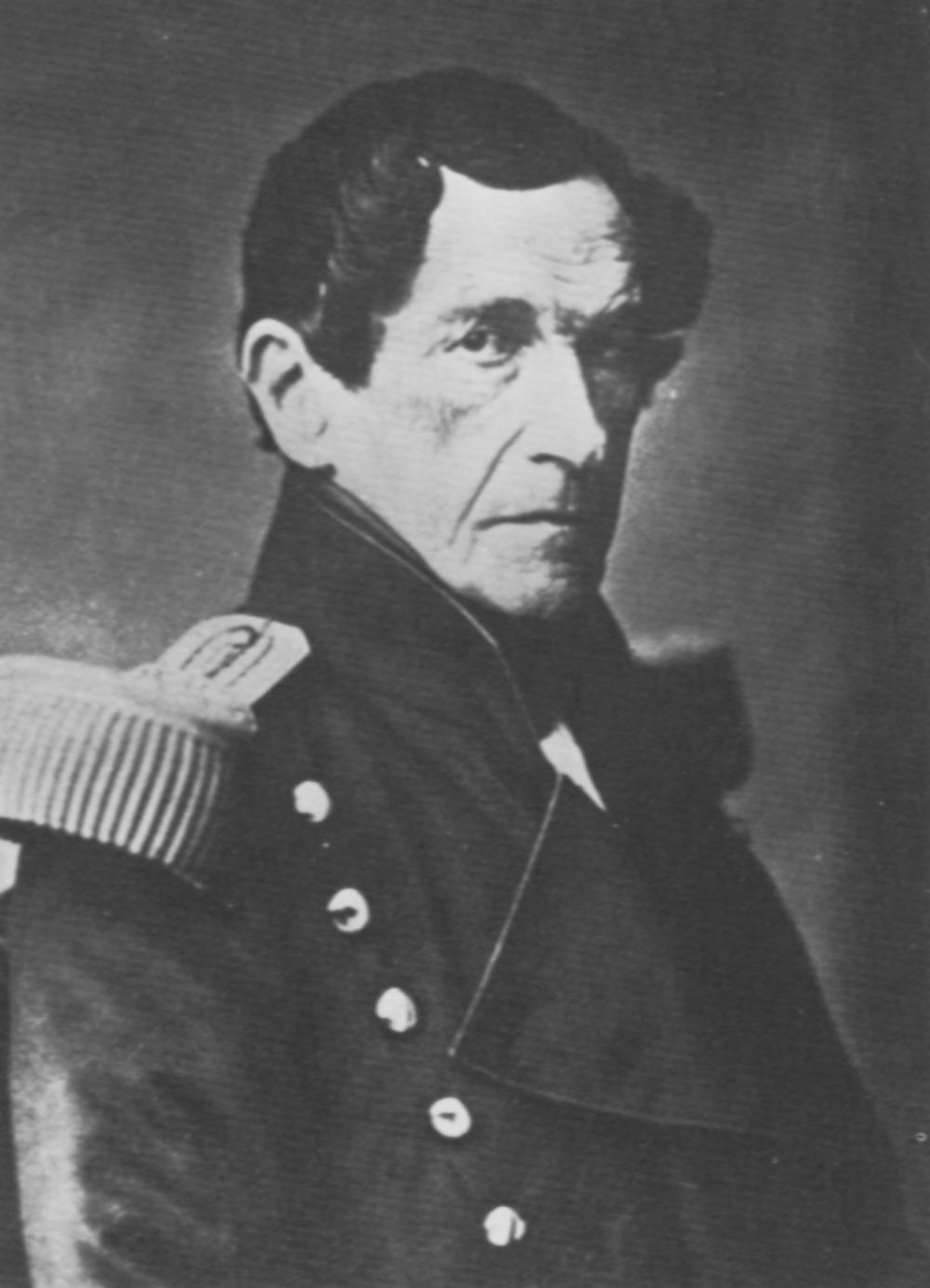
利奥波德一世

利奥波德一世赞成和帮助建立了欧洲大陆上的第一条铁路（从布鲁塞尔到梅赫伦）。1835年5月5日他参加了这条铁路的通车典礼。
1840年他促成了英国维多利亚女王和阿尔伯特亲王的婚姻。1842年他试图发表一个控制妇女和儿童劳工的法律，但被议会驳倒。由于他的外交和内政上的妥善处置，1848年革命没有波及比利时。

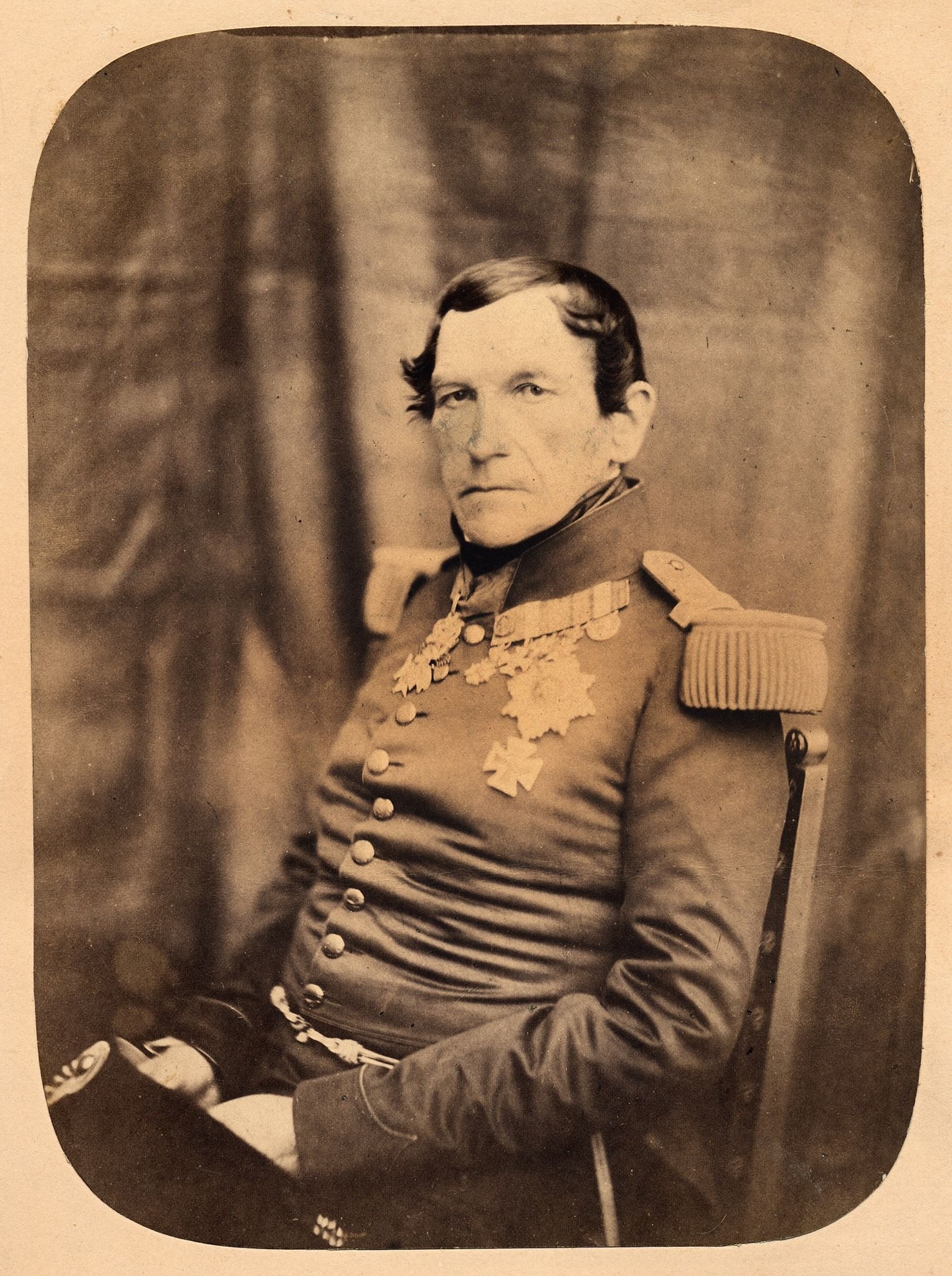
晚年时的利奥波德一世

1865年12月10日，利奥波德一世驾崩于拉肯王家城堡。

## 荣誉与勋章
- 利奥波德勋章（比利时）

- 法国荣誉军团勋章，大十字级（法国）

- 金羊毛勋章，骑士级（西班牙）

- 玛丽亚·特蕾西娅军事勋章（英语：Military Order of Maria Theresa），骑士级（奥地利）

- 圣亚历山大·涅夫斯基勋章（英语：Order of Saint Alexander Nevsky），骑士级（俄罗斯帝国）

- 嘉德勋章，骑士级（英国）

- 巴斯勋章，大十字骑士级（英国）

- 黑鹰勋章，骑士级（普鲁士王国）

- 红鹰勋章，一级红鹰勋章（普鲁士王国）

- 铁十字勋章，一级铁十字勋章（普鲁士王国）

- 库尔姆十字（英语：Kulm Cross）（普鲁士王国）

- 圣安娜勋章（英语：Order of Saint Anna），一等圣安娜勋章（俄罗斯帝国）

- 圣安德列勋章，骑士级（俄罗斯帝国）

- 圣乔治勋章（英语：Order of St. George），四等圣乔治勋章（俄罗斯帝国）

- 圣约瑟夫勋章（英语：Order of Saint Joseph），大十字级（托斯卡纳大公国）

- 皇家六翼天使勋章（瑞典）

- 希腊救世主勋章，大十字级（希腊）

- 匈牙利圣史蒂芬勋章（英语：Order of Saint Stephen of Hungary），大十字级（匈牙利）

- 圣休伯特勋章（英语：Order of Saint Hubert），大十字骑士级（巴伐利亚王国）

- 圣费迪南德和功勋勋章（英语：Order of Saint Ferdinand and of Merit），大十字级（两西西里王国）

- 荷兰狮子勋章（英语：Order of the Netherlands Lion），大十字骑士级（荷兰）

| 利奥波德一世 (比利时) 萨克森-科堡-哥达王朝 1790年12月16日出生，1865年12月10日逝世 | 利奥波德一世 (比利时) 萨克森-科堡-哥达王朝 1790年12月16日出生，1865年12月10日逝世 | 利奥波德一世 (比利时) 萨克森-科堡-哥达王朝 1790年12月16日出生，1865年12月10日逝世 |
| --------------------------------------------------------------------------------- | --------------------------------------------------------------------------------- | --------------------------------------------------------------------------------- |
| 前任： 新头衔 1830年比利时脱离荷兰王国独立                                        | 比利时人之王 1831年7月21日-1865年12月10日                                         | 繼任： 利奥波德二世                                                               |